# Lazare Lévy
Lazare Lévy (* 18. Januar 1882 in Brüssel, Belgien; † 20. September 1964 in Paris) war ein französischer Pianist, Musikpädagoge und Komponist.

## Leben und Wirken
Lévy studierte Klavier bei Louis Diémer am Conservatoire de Paris, das er 1898 mit einem ersten Preis abschloss. Außerdem studierte er Harmonielehre bei Albert Lavignac und Kontrapunkt bei André Gedalge. Zu seinen Studienkameraden und musikalischen Partnern zählten in dieser Zeit Alfredo Casella, Alfred Cortot, George Enescu, Pierre Monteux, Maurice Ravel und Jacques Thibaud.
1902 debütierte er bei den Concerts Colonne unter Leitung ihres Gründers Édouard Colonne mit Schumanns Klavierkonzert. Lévy spielte in der Folgezeit mehrere Uraufführungen von Werken zeitgenössischer Komponisten wie Paul Dukas, Darius Milhaud und insbesondere Camille Saint-Saëns, dessen Klavierwerke (insbesondere das fünfte Klavierkonzert) er in ganz Europa bekannt machte. 1911 spielte er den ersten Band von Isaac Albéniz’ Iberia. Mit älteren Kollegen wie Harold Bauer, Ignatz Paderewski, und Francis Planté verbanden den jungen Pianisten freundschaftliche Beziehungen.
1907 war Lévy Koautor einer Klavierschule, die von Diémer herausgegeben wurde. Lange Zeit unterrichtete er am Conservatoire: zunächst von 1914 bis 1916 und von 1921 bis 1923 als temporäre Lehrkraft, dann als Cortots Nachfolger von 1923 bis 1941 und nochmals von 1944 bis 1953. Zu seinen Schülern zählten Musiker wie die Pianistinnen und Pianisten Agnelle Bundervoët, Huguette Dreyfus, Monique Haas, Clara Haskil, Alexander Uninski und Madeleine de Valmalète, der Organist Marcel Dupré und die Komponisten John Cage, Lukas Foss und Oskar Morawetz.
Als Konzertpianist trat Lévy in ganz Europa, Afrika und Asien auf. Er führte als erster französischer Pianist die Werke Skrjabins auf und war einer der ersten Pianisten, der sich im 20. Jahrhundert ernsthaft mit dem Klavierwerk Schuberts auseinandersetzte. Er trat unter Dirigenten wie Désiré-Émile Inghelbrecht, Dimitri Mitropoulos, Pierre Monteux, Charles Munch, Paul Paray und Felix Weingartner auf und war befreundet mit Edwin Fischer, André Marchal, Sergei Rachmaninoff, dem Philosophen Emmanuel Levinas und mit André Malraux.
Während der deutschen Besatzung Frankreichs lebte Lévy im Untergrund, sein Sohn Philippe, der in der Résistance aktiv war, kam in deutsche Gefangenschaft und starb in Auschwitz.
Lévy komponierte eine Anzahl von Werken für Klavier, für Orgel und für kammermusikalische Besetzungen sowie eine Oper. Er spielte nur wenige Plattenaufnahmen, darunter Sonaten von Mozart ein. Auch eine humoristische Aufführung von Wagners Tannhäuser-Ouvertüre auf dem Klavier unter Verwendung einer Schuhbürste wurde nie aufgezeichnet.

## Werke
- Berceuse für Klavier
- Ecossaises für Klavier
- Enfantines für Klavier
- Etudes brèves für Klavier
- Habanera für Klavier
- Sonatine für Flöte und Klavier
- Sans Octaves für Klavier
- 20 Préludes für Klavier
- Adagio für Orgel
- Allegro molto für Orgel
- Humoresque für Cello und Klavier
- Mazurka für Violine und Klavier
- Nocturne für Violine und Klavier
- Romance für Cello und Klavier

## Weblink
- Kurzbiographie und Hörbeispiele auf forte-piano-pianissimo.com (englisch)

| Personendaten    | Personendaten                                      |
| ---------------- | -------------------------------------------------- |
| NAME             | Lévy, Lazare                                       |
| KURZBESCHREIBUNG | französischer Pianist, Musikpädagoge und Komponist |
| GEBURTSDATUM     | 18. Januar 1882                                    |
| GEBURTSORT       | Brüssel                                            |
| STERBEDATUM      | 20. September 1964                                 |
| STERBEORT        | Paris                                              |